# 盧西亞諾·多·瓦萊

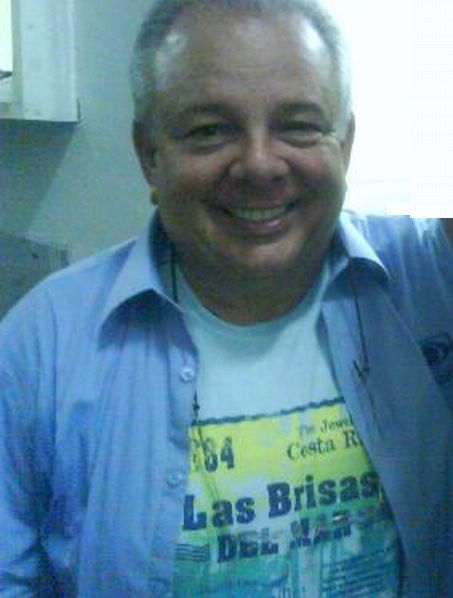
2008年的盧西亞諾·多·瓦莱

盧西亞諾·多·瓦莱（葡萄牙語：Luciano do Valle Queirós，1947年7月4日—2014年4月19日），是一名巴西足球评论家、电视主持人、记者和企业家。1971年至1982年，供职于巴西环球电视网、1982年至1983年、2003年至2006年供职于Rede Record，1983年至2003年、2006年至2014年，供职于Rede Bandeirantes。
2014年4月19日，他去世于米纳斯吉拉斯乌贝兰迪亚，享年66岁。